# 玛丽·托德

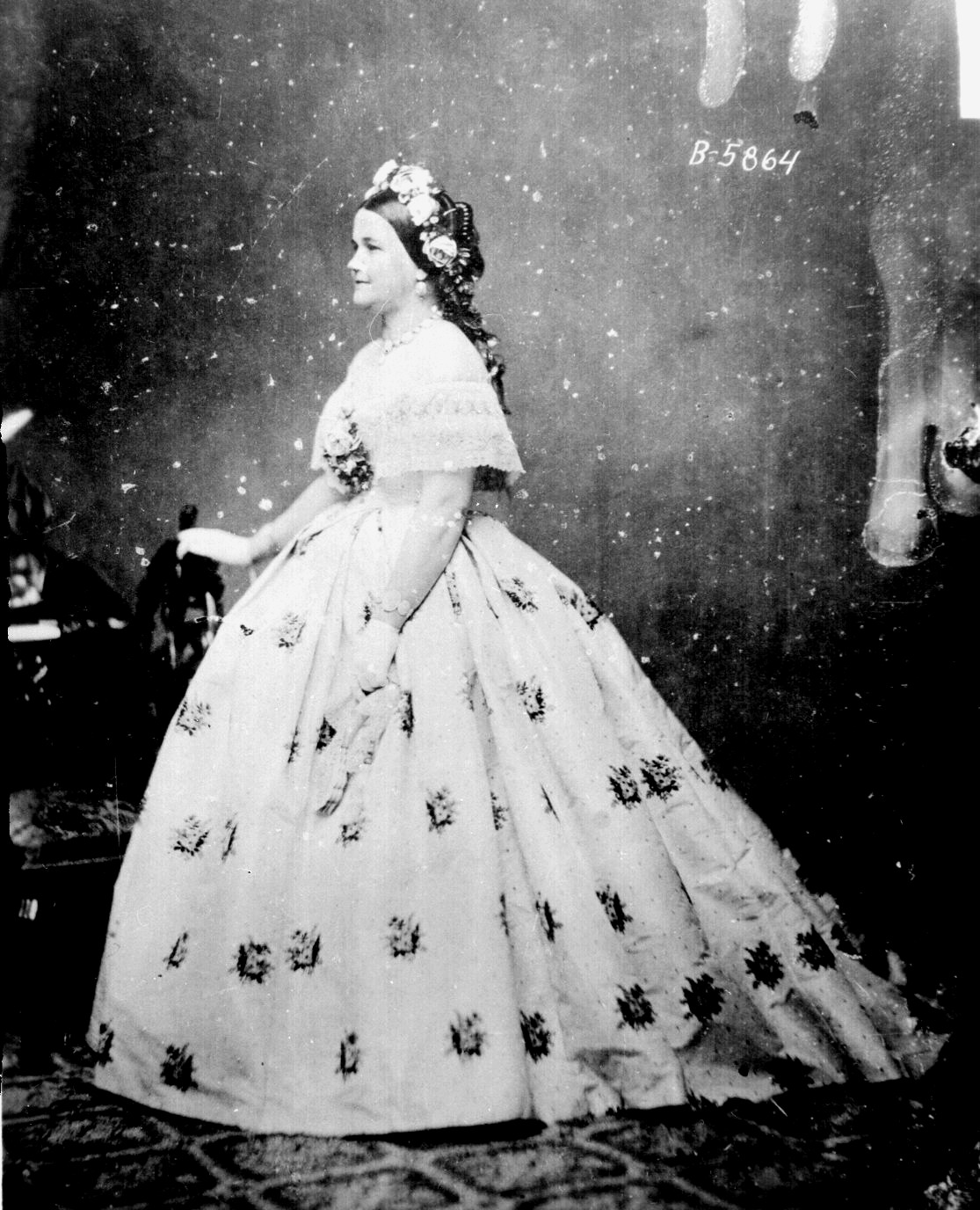
玛丽·托德

玛丽·托德·林肯（英語：Mary Todd Lincoln，1818年12月13日—1882年7月16日），美国第十六任总统亚伯拉罕·林肯的夫人，银行家的女儿。

## 生平
1841年与林肯结婚，有四个儿子。她出身美国南方，在内战中因同情南方叛军曾经受到批评。她在第三个儿子威廉死后精神崩溃，被大儿子罗伯特·林肯送进精神病院。